# Sant Feliu de la Força d'Àreu
Sant Feliu de la Força d'Àreu és l'antiga església romànica del veïnat de la Força d'Àreu, del poble d'Àreu, en el terme municipal d'Alins, a la comarca del Pallars Sobirà. És una obra protegida com a bé cultural d'interès local.

## Descripció
Es tracta d'una església preromànica d'una sola nau amb absis semicircular orientat a l'est, en el qual s'obre una petita finestra que té una volta de quart d'esfera. La coberta de la nau, possiblement de fusta, ha desaparegut. A migdia s'obre una petita porta amb arc de mig punt. Al costat meridional de l'absis, s'aixeca una robusta espadanya, a la base de la qual un estret arc de mig punt dona pas al recinte de la porta de l'església. A la part alta hi ha dues obertures amb arcs peraltats enfront.
El paviment de l'església està construït seguint una tècnica freqüent de la regió, amb còdols col·locats de cantó formant dibuixos geomètrics. La part central està ocupada per un gran rectangle delimitat per una doble línia de còdols a l'interior de la qual es presenta una composició a base de cercles que es tallen, dividint-se cadascun en quatre el·lipses que marquen un espai central. En els espais interiors, els còdols són disposats formant una espiga. En la part més pròxima a l'absis hi ha una sanefa amb un dibuix d'ondes formades per còdols, elaborats a base d'espigues. A la part posterior de la nau, una altra sanefa presenta decoració de rombes.

## Història
L'església parroquial de Sant Feliu l'any 1232 va ser cedida, juntament amb Santa Maria de la Torre, a Bernat de Prades, prior del capítol canonical d'Urgell. A l'inici del segle xvi, ja dins l'oficialat de Tírvia, el rector d'Àreu, Joan Arma, pagava per dret de rectoria vuit lliures i quatre sous. L'any 1758 aquesta església ja no consta com a parroquial d'Àreu i la seva funció la feia l'església de Sant Climent. Va esser abandonada i l'any 1988 va ser restaurada per l'Associació pel Patrimoni de la Vall Ferrera.